# Andrew Knott
Andrew Knott (Salford (Greater Manchester), 22 november 1979) is een Brits acteur.

## Biografie
Knott leerde het acteren bij de Oldham Theatre Workshop, een theatergezelschap dat actief is in het noordwesten van Engeland.
Knott begon in 1990 met acteren in de televisieserie Coronation Street, waarna hij nog meerdere rollen speelde in televisieseries en films. Voor zijn rol in de film The Secret Garden werd hij in 1994 genomineerd voor een Young Artist Awards in de categorie Beste acteur in een Hoofdrol in een Dramafilm. Knott is vooral bekend van zijn rol als Henry Green in de televisieserie Where the Heart Is, waar hij in 57 afleveringen speelde (1997-2001). Naast het acteren voor televisie is hij ook actief in het theater, in 2006 speelde hij eenmaal op Broadway in het toneelstuk The History Boys als Lockwood.
Knott is getrouwd en heeft hieruit twee kinderen.

## Filmografie

### Films
Uitgezonderd korte films.
- 2018 Swimming with Men - als Alan
- 2017 My Cousin Rachel - als Joshua
- 2015 The Lady in the Van - als ambulanceman
- 2013 Metegol - als The Breville Twins (Engelse stem)
- 2012 Spike Island - als Voodoo Ray
- 2011 Seamonsters - als Georffrey
- 2011 Frankenstein's Wedding... Live in Leeds - als Henry
- 2010 In Our Name - als Paul
- 2010 Ollie Kepler's Expanding Purple World - als Tom Hines
- 2010 Sex & Drugs & Rock & Roll - als verslaggever
- 2008 The Sick House - als Steve
- 2006 The History Boys - als Lockwood
- 1997 Police 2020 - als Scully
- 1994 Black Beauty - als Joe Green
- 1993 The Secret Garden - als Dickon

### Televisieseries
Uitgezonderd eenmalige gastrollen.
- 2023 Maryland - als Jim - 3 afl.
- 2022 Ackley Bridge - als Dean Dobson - 7 afl.
- 2021 Leonardo - als Alfonso - 2 afl.
- 2020 Tin Star - als D.I. Francis Vine - 2 afl.
- 2019 Silent Witness - als Nick Marlow - 2 afl.
- 2018 Strangers - als Conrad Davis - 3 afl.
- 2014 Casualty - als John Cunningham - 2 afl.
- 2016 Grantchester - als Sam Milburn - 2 afl.
- 2015 Prey - als DS Stafford - 2 afl.
- 2015 Black Work - als DS Lee Miekel - 3 afl.
- 2014 The Driver - als rechercheur O'Connor - 2 afl.
- 2007-2009 Gavin & Stacey - als Dirtbox - 3 afl.
- 2008 Spooks: Code 9 - als Rob - 6 afl.
- 2007 Drop Dead Gorgeous - als Ben McIntyre - 4 afl.
- 1997-2001 Where the Heart Is - als Henry Green - 57 afl.
- 1997 Coronation Street - als Liam Shepherd - 4 afl.
- 1996 Children's Ward - als Steve - ? afl.
- 1995 Cracker - als Joe Harvey - 2 afl.

- Bibsys: 4013381
- Biblioteca Nacional de España: XX1167594
- Gemeinsame Normdatei: 1207400777
- International Standard Name Identifier: 0000 0001 3356 8901
- Library of Congress Control Number: no2003088319
- Nationale Bibliotheek van Tsjechië: xx0327723
- Nationale Bibliotheek van Israël: 987007390658705171
- Système universitaire de documentation: 063057409
- Virtual International Authority File: 211082445